# Fonte do Ídolo
A Fonte do Ídolo, ou Tanque do Quintal do Ídolo, localiza-se na rua do Raio, na freguesia de Braga (São José de São Lázaro e São João do Souto), cidade e município de Braga, distrito do mesmo nome, em Portugal.
Está classificada como Monumento Nacional desde 16 de junho de 1910.

## História
Constitui-se num antigo monumento da época romana.
A cidade de Bracara Augusta foi fundada por volta de 16 a.C., sob o governo de Augusto, implantada numa região antes ocupada por povos nativos. Os romanos, geralmente tolerantes em matéria religiosa, permitiam o culto a divindades locais, além dos deuses romanos.
Possivelmente construída no século I, a Fonte do Ídolo insere-se nesse contexto, sendo um santuário dedicado a um deus local chamado Tongoenabiago, associado aos cursos de água.
No século XVII, Jerónimo Contador de Argote reproduziu uma gravura da Fonte num dos seus quatro volumes da sua obra Memórias Históricas do Arcebispado de Braga, dedicadas ao rei D. João V de Portugal.
A fonte é o único monumento romano de Bracara Augusta a ter sobrevivido relativamente intacto até aos nossos dias, sendo muito importante pelas informações que fornece sobre o culto de deuses indígenas à época romana.

## Características
Consiste numa fonte de água com inscrições e figuras esculpidas num afloramento natural de granito. Uma inscrição indica que um indivíduo de nome Célico Fronto, natural de Arcóbriga, mandou fazer o monumento. Perto dessa inscrição encontra-se uma figura vestida com uma toga, que poderia representar o dedicante. Ao lado, sobre a fonte de água, encontra-se outra figura esculpida: um busto, erodido, dentro de um nicho de perfil clássico com uma figura de uma pomba no frontão. Perto dessa figura existe também outra inscrição com o nome do dedicante e o nome da divindade Tongoenabiago, que provavelmente é representada pela figura do nicho.
Perto da fonte foram também descobertos vestígios arquitetónicos que indicam que o santuário pode ter sido parte de um templo.